# 华莱士·H·库尔特

库尔特原理：瞬态电流下降与颗粒体积成正比

华莱士·H·库尔特（1913年2月17日—1998年8月7日）是一位美国电气工程师、发明家和商人，知名于发现了“库尔特原理”（Coulter principle），以此原理发明了用于全血细胞计数的库尔特计数仪，并以此专利建立了“库尔特公司”（Coulter Corporation），是贝克曼库尔特公司（Beckman Coulter Inc.）的前身之一。